# قائمة رؤساء وزراء بنغلاديش
تسرد هذه المقالة رؤساء وزراء بنغلاديش منذ إعلان الاستقلال وإنشاء الحكومة المؤقتة في عام 1971. وتسرد المقالة أيضا كبار مستشاري الحكومات المؤقتة في بنغلاديش، وهو منصب يعادل منصب رئيس الوزراء، ويشار إليه أحيانا بالعامية باسم رئيس الوزراء.

## القائمة
هناك حتى الآن 10 رؤساء وزراء و1 رئيس وزراء بالنيابة و5 من كبار المستشارين وكبير مستشارين واحد بالوكالة.
الحزب السياسي
المفتاح
†  توفي في المنصب
| No.                                         | الصورة                             | الاسم (الميلاد–الوفاة)                              | الانتخابات                         | الفترة                             | الفترة                             | الفترة                             | الحزب السياسي (التحالف)                         |
| No.                                         | الصورة                             | الاسم (الميلاد–الوفاة)                              | الانتخابات                         | استلم المنصب                       | ترك المنصب                         | المدة                              | الحزب السياسي (التحالف)                         |
| حكومة بنغلاديش المؤقتة (1971–1972)          | حكومة بنغلاديش المؤقتة (1971–1972) | حكومة بنغلاديش المؤقتة (1971–1972)                  | حكومة بنغلاديش المؤقتة (1971–1972) | حكومة بنغلاديش المؤقتة (1971–1972) | حكومة بنغلاديش المؤقتة (1971–1972) | حكومة بنغلاديش المؤقتة (1971–1972) | حكومة بنغلاديش المؤقتة (1971–1972)              |
| ------------------------------------------- | ---------------------------------- | --------------------------------------------------- | ---------------------------------- | ---------------------------------- | ---------------------------------- | ---------------------------------- | ----------------------------------------------- |
| 1                                           |                                    | تاج الدين أحمد (1925–1975)                          | —                                  | 17 أبريل 1971                      | 12 يناير 1972                      | 270 أيام                           | رابطة عوامي                                     |
| بنغلاديش (1972–الآن)                        |                                    |                                                     |                                    |                                    |                                    |                                    |                                                 |
| 2                                           |                                    | مجيب الرحمن (1920–1975)                             | 1973                               | 12 يناير 1972                      | 25 يناير 1975                      | 3 سنوات و13 أيام                   | رابطة عوامي                                     |
| 3                                           |                                    | محمد منصور علي ‏ (1917–1975)                         | —                                  | 25 يناير 1975                      | 15 أغسطس 1975 (أطيح به في انقلاب ‏) | 202 أيام                           | رابطة بنغلاديش كريشاك سراميك عوامي ‏             |
| ألغي المنصب (15 أغسطس 1975 – 29 يونيو 1978) |                                    |                                                     |                                    |                                    |                                    |                                    |                                                 |
| —                                           |                                    | Mashiur Rahman (1924–1979) بالوكالة                 | —                                  | 29 يونيو 1978                      | 12 مارس 1979[†]                    | 256 أيام                           | الحزب الوطني البنغلاديشي                        |
| المنصب شاغر (12 مارس – 15 أبريل 1979)       |                                    |                                                     |                                    |                                    |                                    |                                    |                                                 |
| 4                                           |                                    | شاه عزيز الرحمن ‏ (1925–1988)                        | 1979                               | 15 أبريل 1979                      | 24 مارس 1982 (أطيح به في انقلاب ‏)  | 2 سنوات و343 أيام                  | الحزب الوطني البنغلاديشي                        |
| ألغي المنصب (24 مارس 1982 – 30 مارس 1984)   |                                    |                                                     |                                    |                                    |                                    |                                    |                                                 |
| 5                                           |                                    | أتور الرحمن خان (1905–1991)                         | —                                  | 30 مارس 1984                       | 9 يوليو 1986                       | 2 سنوات و101 أيام                  | حزب جاتيا                                       |
| 6                                           |                                    | میزان رحمن شودري ‏ (1928–2006)                       | 1986                               | 9 يوليو 1986                       | 27 مارس 1988                       | 1 سنة و262 أيام                    | حزب جاتيا                                       |
| 7                                           |                                    | مودود أحمد (1940–2021)                              | 1988                               | 27 مارس 1988                       | 12 أغسطس 1989                      | 1 سنة و138 أيام                    | حزب جاتيا                                       |
| 8                                           |                                    | غازي ظفر أحمد ‏ (1939–2015)                          | —                                  | 12 أغسطس 1989                      | 6 ديسمبر 1990                      | 1 سنة و116 أيام                    | حزب جاتيا                                       |
| ألغي المنصب (6 ديسمبر 1990 – 20 مارس 1991)  |                                    |                                                     |                                    |                                    |                                    |                                    |                                                 |
| 9                                           |                                    | خالدة ضياء (مواليد 1945)                            | 1991 فبراير 1996 ‏                  | 20 مارس 1991                       | 30 مارس 1996                       | 5 سنوات و10 أيام                   | الحزب الوطني البنغلاديشي                        |
| [1]                                         |                                    | محمد حبيب الرحمن ‏ (1928–2014) كبير المستشارين       | —                                  | 30 مارس 1996                       | 23 يونيو 1996                      | 85 أيام                            | مستقل                                           |
| 10                                          |                                    | شيخة حسينة (مواليد 1947)                            | يونيو 1996 ‏                        | 23 يونيو 1996                      | 15 يوليو 2001                      | 5 سنوات و22 أيام                   | رابطة عوامي                                     |
| [2]                                         |                                    | لطيف رحمن ‏ (1936–2017) كبير المستشارين              | —                                  | 15 يوليو 2001                      | 10 أكتوبر 2001                     | 87 أيام                            | مستقل                                           |
| (9)                                         |                                    | خالدة ضياء (مواليد 1945)                            | 2001                               | 10 أكتوبر 2001                     | 29 أكتوبر 2006                     | 5 سنوات و19 أيام                   | الحزب الوطني البنغلاديشي (تحالف الأربعة أحزاب ‏) |
| [3]                                         |                                    | عياض الدين أحمد (1931–2012) كبير المستشارين         | —                                  | 29 أكتوبر 2006                     | 11 يناير 2007                      | 74 أيام                            | مستقل                                           |
| [—]                                         |                                    | Fazlul Haque (مواليد 1938) كبير المستشارين بالوكالة | —                                  | 11 يناير 2007                      | 12 يناير 2007                      | 1 يوم                              | مستقل                                           |
| [4]                                         |                                    | Fakhruddin Ahmed (مواليد 1940) كبير المستشارين      | —                                  | 12 يناير 2007                      | 6 يناير 2009                       | 1 سنة و360 أيام                    | مستقل (بدعم عسكري)                              |
| (10)                                        |                                    | شيخة حسينة (مواليد 1947)                            | 2008 2014 2018 2024 ‏               | 6 يناير 2009                       | 5 أغسطس 2024 (استقالت)             | 15 سنوات و212 أيام                 | رابطة عوامي (التحالف الكبير ‏)                   |
| المنصب شاغر (5 – 8 أغسطس 2024)              |                                    |                                                     |                                    |                                    |                                    |                                    |                                                 |
| [5]                                         |                                    | محمد يونس (مواليد 1940) كبير المستشارين             | —                                  | 8 أغسطس 2024                       | في المنصب                          | 323 أيام                           | مستقل                                           |

## روابط خارجية
- World Statesmen – Bangladesh